# 籍山镇
籍山镇，是中华人民共和国安徽省芜湖市南陵县下辖的一个乡镇级行政单位。

## 行政区划
籍山镇下辖以下地区：
五里社区、春谷社区、光明社区、陵阳社区、望华楼社区、和顺社区、惠民社区、通济社区、南翔社区、阳光社区、大港村、茶丰村、古亭村、沈亭村、曙光村、上港村、城西村、蔬菜村、先进村、长塘村、长乐村、石铺村、联合村、其林村、新塘村、联城村、官洲村、千峰村、芦塘村、葛林村、柏林村、界山村、龙湖村、尹塘村、三连村、五连村、新建村、新坝村、黄金村、仓溪村和安徽南陵工业园区社区。

## 參看
- 黃柏陂